# الزربة
الزربة بلدة وناحية تابعة لمنطقة جبل سمعان في محافظة حلب في سوريا. تقع على بعد حوالي 20 كم جنوب مدينة حلب على الطريق الدولية الواصلة حلب بدمشق. بلغ عدد سكان الناحية 58,816 نسمة حسب تعداد عام 2004.